# Montrieux-en-Sologne
Montrieux-en-Sologne és un municipi francès, situat al departament del Loir i Cher i a la regió de Centre – Vall del Loira. L'any 2007 tenia 610 habitants.

## Demografia

### Població
El 2007 la població de fet de Montrieux-en-Sologne era de 610 persones. Hi havia 268 famílies, de les quals 79 eren unipersonals (59 homes vivint sols i 20 dones vivint soles), 118 parelles sense fills, 59 parelles amb fills i 12 famílies monoparentals amb fills.
La població ha evolucionat segons el següent gràfic:
Habitants censats

### Habitatges
El 2007 hi havia 346 habitatges, 266 eren l'habitatge principal de la família, 58 eren segones residències i 22 estaven desocupats. 324 eren cases i 18 eren apartaments. Dels 266 habitatges principals, 180 estaven ocupats pels seus propietaris, 74 estaven llogats i ocupats pels llogaters i 13 estaven cedits a títol gratuït; 3 tenien una cambra, 20 en tenien dues, 52 en tenien tres, 87 en tenien quatre i 105 en tenien cinc o més. 152 habitatges disposaven pel capbaix d'una plaça de pàrquing. A 128 habitatges hi havia un automòbil i a 115 n'hi havia dos o més.

### Piràmide de població
La piràmide de població per edats i sexe el 2009 era:
| Homes | Edats   | Dones |
| ----- | ------- | ----- |
| 0     | 95 o +  | 0     |
| 4     | 90 a 94 | 0     |
| 4     | 85 a 89 | 4     |
| 4     | 80 a 84 | 16    |
| 8     | 75 a 79 | 12    |
| 16    | 70 a 74 | 24    |
| 20    | 65 a 69 | 12    |
| 20    | 60 a 64 | 16    |
| 20    | 55 a 59 | 20    |
| 28    | 50 a 54 | 32    |
| 16    | 45 a 49 | 8     |
| 8     | 40 a 44 | 8     |
| 36    | 35 a 39 | 20    |
| 8     | 30 a 34 | 28    |
| 16    | 25 a 29 | 12    |
| 8     | 20 a 24 | 12    |
| 4     | 15 a 19 | 16    |
| 16    | 10 a 14 | 4     |
| 32    | 5 a 9   | 0     |
| 28    | 0 a 4   | 16    |

## Economia
El 2007 la població en edat de treballar era de 360 persones, 275 eren actives i 85 eren inactives. De les 275 persones actives 255 estaven ocupades (139 homes i 116 dones) i 21 estaven aturades (7 homes i 14 dones). De les 85 persones inactives 39 estaven jubilades, 20 estaven estudiant i 26 estaven classificades com a «altres inactius».

### Ingressos
El 2009 a Montrieux-en-Sologne hi havia 264 unitats fiscals que integraven 603,5 persones, la mediana anual d'ingressos fiscals per persona era de 16.464 €.

### Activitats econòmiques
Dels 26 establiments que hi havia el 2007, 1 era d'una empresa alimentària, 3 d'empreses de fabricació d'altres productes industrials, 6 d'empreses de construcció, 7 d'empreses de comerç i reparació d'automòbils, 1 d'una empresa d'hostatgeria i restauració, 1 d'una empresa d'informació i comunicació, 2 d'empreses de serveis i 5 d'empreses classificades com a «altres activitats de serveis».
Dels 8 establiments de servei als particulars que hi havia el 2009, 2 eren guixaires pintors, 2 fusteries, 1 lampisteria i 3 perruqueries.
Dels 3 establiments comercials que hi havia el 2009, 1 era una botiga de més de 120 m², 1 una botiga de menys de 120 m² i 1 una fleca.
L'any 2000 a Montrieux-en-Sologne hi havia 24 explotacions agrícoles que ocupaven un total de 585 hectàrees.

## Equipaments sanitaris i escolars
El 2009 hi havia una escola maternal integrada dins d'un grup escolar amb les comunes properes formant una escola dispersa.

## Poblacions més properes
El següent diagrama mostra les poblacions més properes.